# فرودگاه الکساندارا (یونان)
فرودگاه الکساندارا (یونان) (به انگلیسی: Alexandria Airport (Greece)) (به زبان بومی: Αερολιμένας Αλεξάνδρειας) یک فرودگاه نظامی است که یک باند فرود آسفالت دارد و طول باند آن ۱۸۰۰ متر است. این فرودگاه در کشور یونان قرار دارد و در ارتفاع ۸ متری از سطح دریا واقع شده‌است.